# تاشلیکول (شهرستان بوزدیاکسکی، باشقیرستان)
تاشلیکول (انگلیسی: Tashlykul, Buzdyaksky District, Republic of Bashkortostan) یک شهرک در شهرستان بوزدیاکسکی باشقیرستان کشور روسیه است.